# Westwood (Los Angeles)

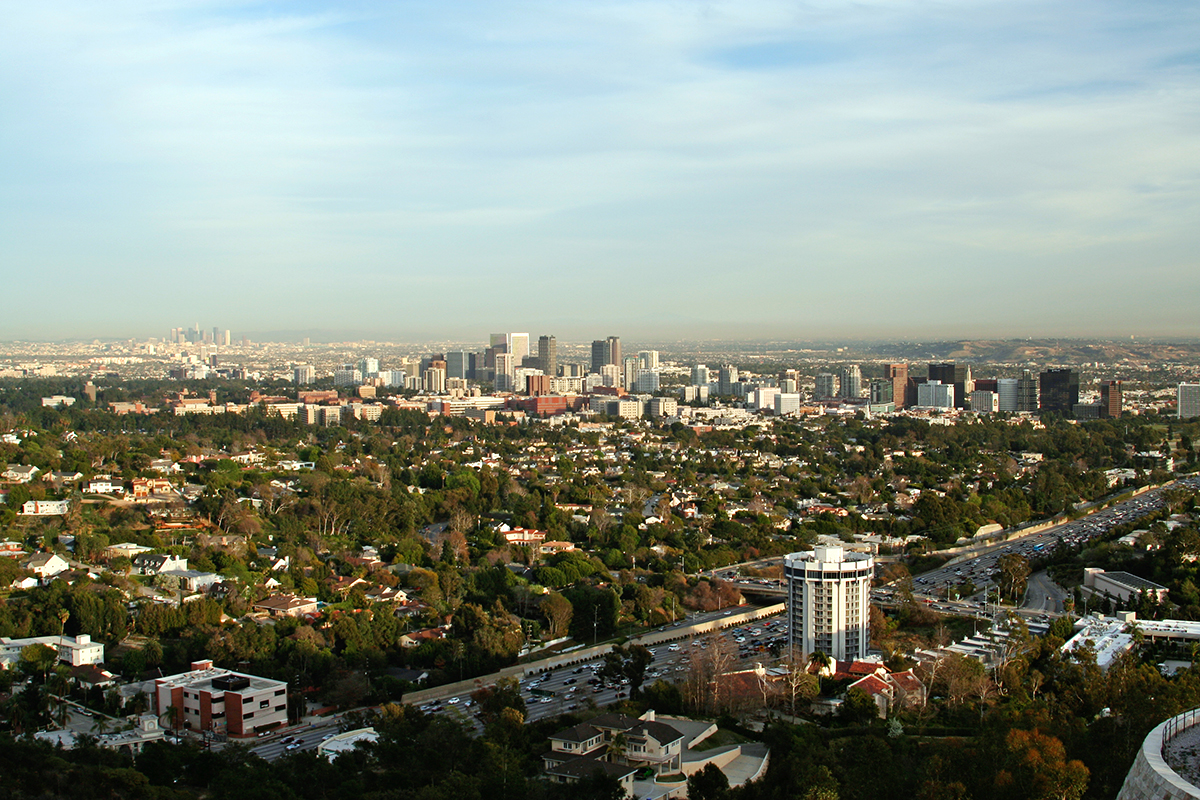
Ansicht von Westwood vom Getty Center aus mit dem San Diego Freeway im Vordergrund. Dahinter befinden sich die Bürohäuser am Wilshire Boulevard und Century City. Links im Hintergrund ist Downtown Los Angeles erkennbar.

Westwood  ist ein Stadtteil (District) im Westen von Los Angeles. Laut der Volkszählung von 2000 leben hier 47.844 Einwohner auf einer Fläche von 9,55 Quadratkilometern. Westwood hat die Postleitzahl CA 90024 (ZIP-Code)
Die Besiedlung als vorstädtischer Wohnort begann Anfang der 1920er Jahre. Bereits 1925 führte der Umzug der Universität von Kalifornien, Los Angeles (UCLA) nach Westwood zu einer überregionalen Bekanntheit. 1929 sorgte die Ansiedlung des Westwood Village am Westwood Boulevard, das auch als Studenten- und Einkaufsviertel für die nahegelegene Universität gilt, zu weiterem Wachstum.
Am 16. März 2014 wurde der Vorort von einem Erdbeben der Stärke 4,7 erschüttert. Das Beben mit dem Epizentrum Beverly Hills ereignete sich um 6:25 Uhr. Die Behörden gaben jedoch keine Tsunami-Warnung heraus.

## Lage
Das Stadtviertel wird vom Sunset Blvd im Norden (angrenzend Bel Air), Beverly Hills im Osten, und dem Santa Monica Boulevard (angrenzend Century City) im Süden sowie dem Los Angeles National Cemetery und dem Interstate 405 (nach Brentwood) im Westen begrenzt.
Durch die Konzentrierung von Bürohochhäusern entlang des Wilshire Boulevard gehört Westwood neben Downtown Los Angeles und Century City zu den wichtigsten Bürostandorten in Los Angeles. In dem Abschnitt des Wilshire Boulevard, der durch Westwood verläuft, befindet sich außerdem die Kreuzung mit dem Westwood Boulevard, die in einigen Quellen als verkehrsreichste Straßenkreuzung der Welt angegeben wird. Große Teile von Westwood werden jedoch bis heute von Ein- und Zweifamilienhäusern bzw. niedrigen Apartmentblocks geprägt.
Teilweise wird das Villenviertel Holmby Hills, oder zumindest Teile davon, zu Westwood gezählt. Dort befindet sich unter anderem der Los Angeles Country Club und die Playboy Mansion.

## Sehenswürdigkeiten
Im Westwood Village befinden sich zahlreiche denkmalgeschützte Gebäude im Art-déco-Stil, darunter z. B. das Fox Village Theater und das 1929 erbaute Janss Investment Company Building. Zu den weiteren Sehenswürdigkeiten gehört außerdem das im Jahr 1990 gegründete Hammer Museum.
Ein anderer Abschnitt am Westwood Boulevard, südlich des Wilshire Boulevard, ist auch als Little Iran oder Tehrangeles bekannt. Nach der Islamischen Revolution im Jahr 1979 zogen viele Iraner in diese Gegend und gründeten Geschäfte und Restaurants. In Westwood befindet sich außerdem der Los Angeles California Temple, der zweitgrößte Tempel der Kirche Jesu Christi der Heiligen der Letzten Tage. Der Tempel wurde 1956 am Santa Monica Boulevard eröffnet.
Der Friedhof Westwood Village Memorial Park Cemetery (1218 Glendon Avenue) ist die letzte Ruhestätte zahlreicher Hollywood-Stars, darunter auch Marilyn Monroe und Dean Martin.

## Söhne und Töchter
- Heather Locklear, US-amerikanische Schauspielerin
- Sasha Cohen, US-amerikanische Eiskunstläuferin

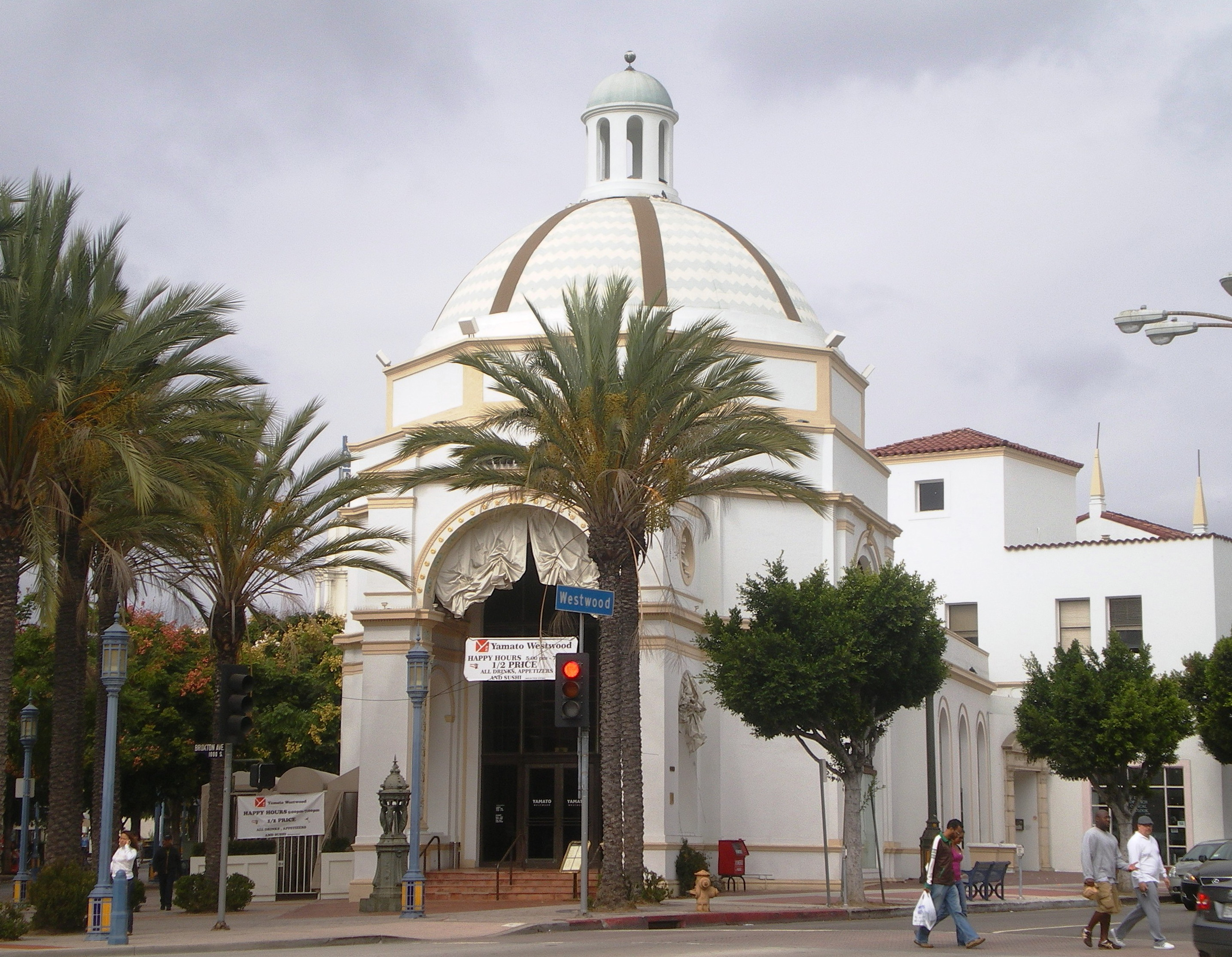
Janss Investment Company Building
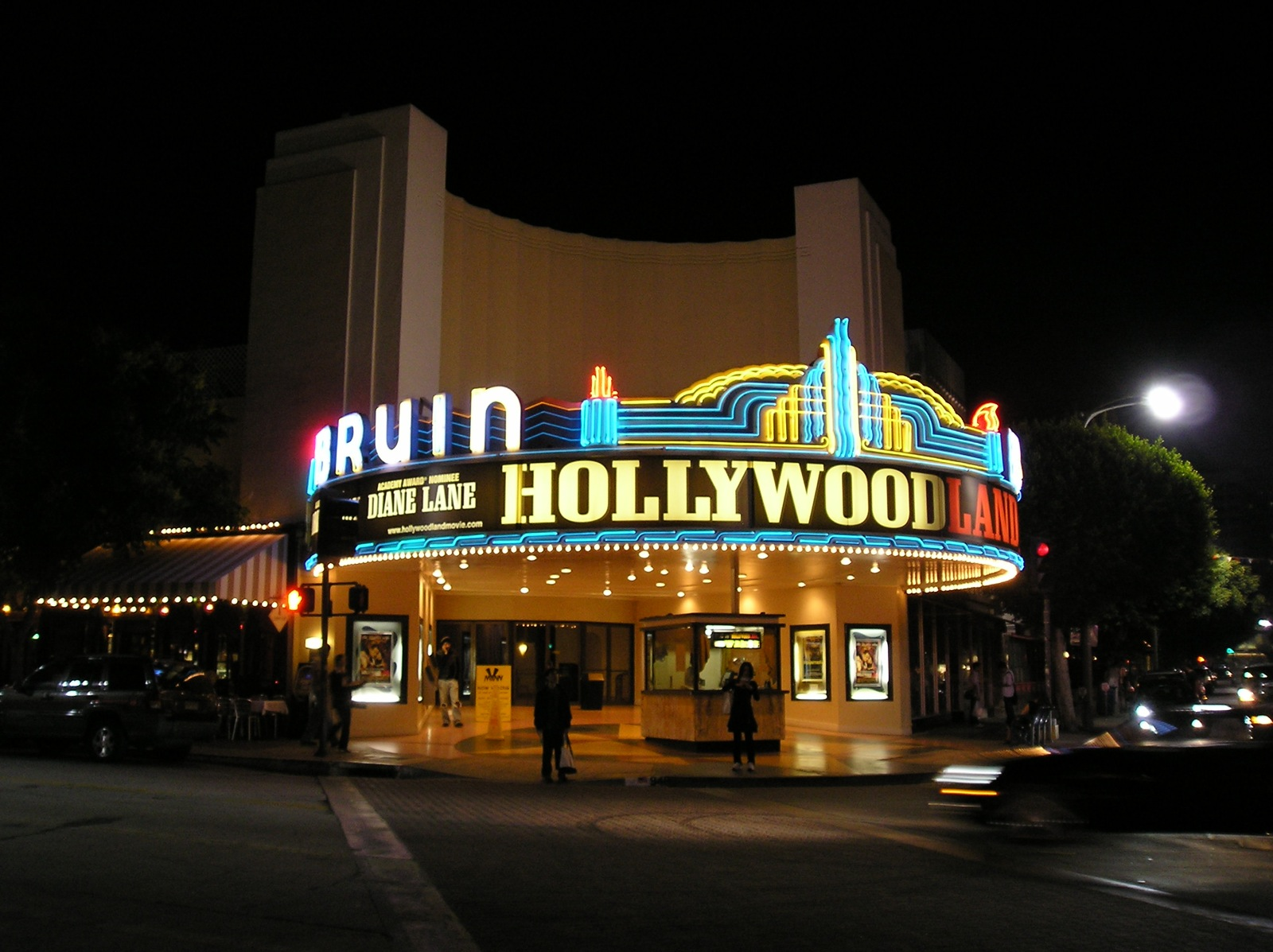
Das 1939 erbaute Mann Bruin Theater in Westwood
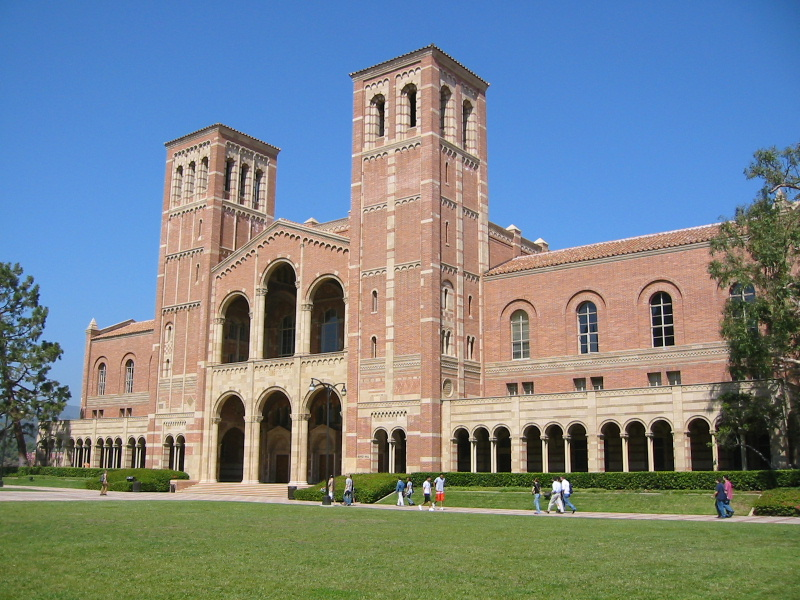
Royce Hall, das Hauptgebäude der Universität von Kalifornien, Los Angeles (UCLA)
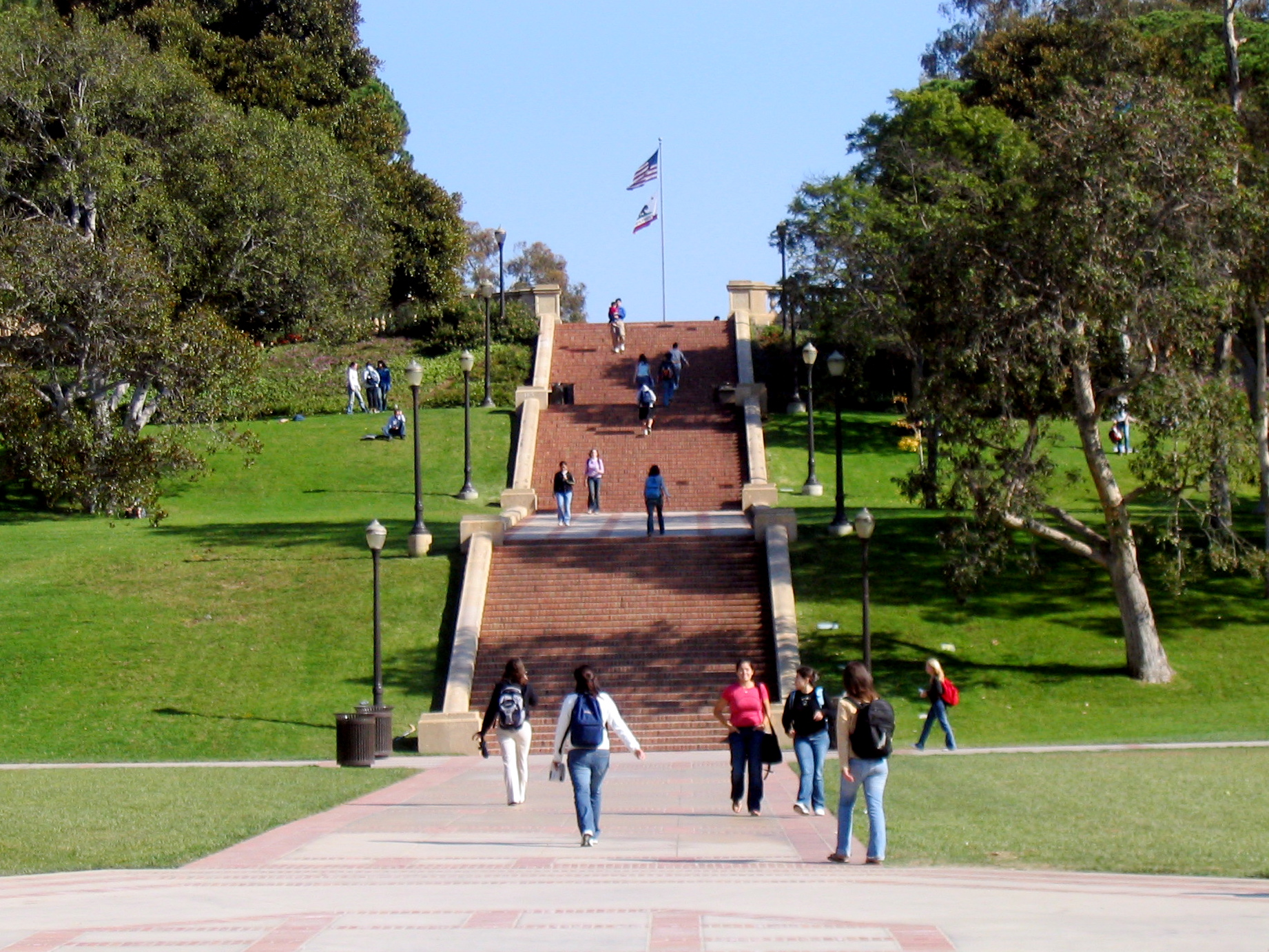
Janss Steps, UCLA
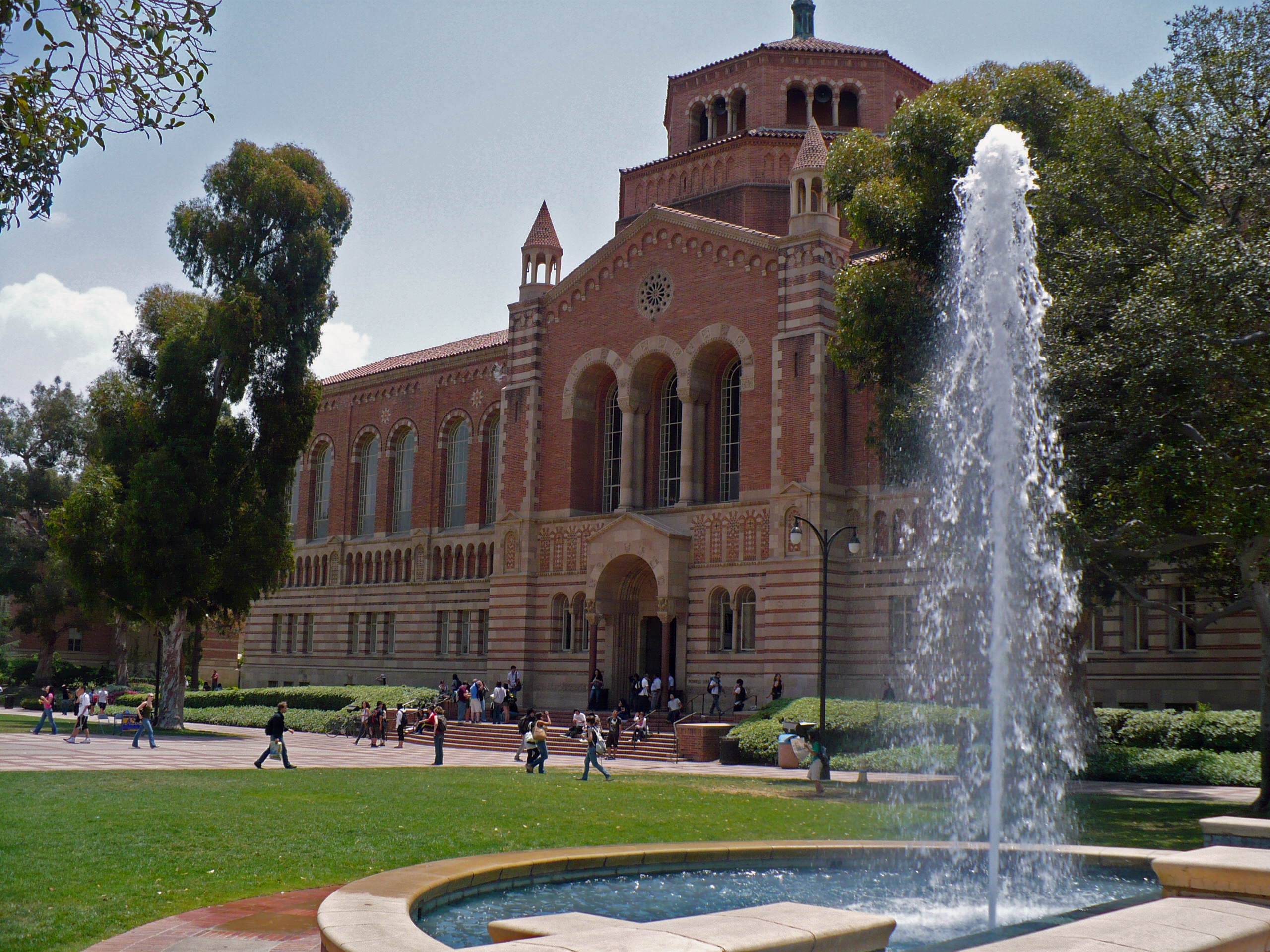
Powell Library, UCLA
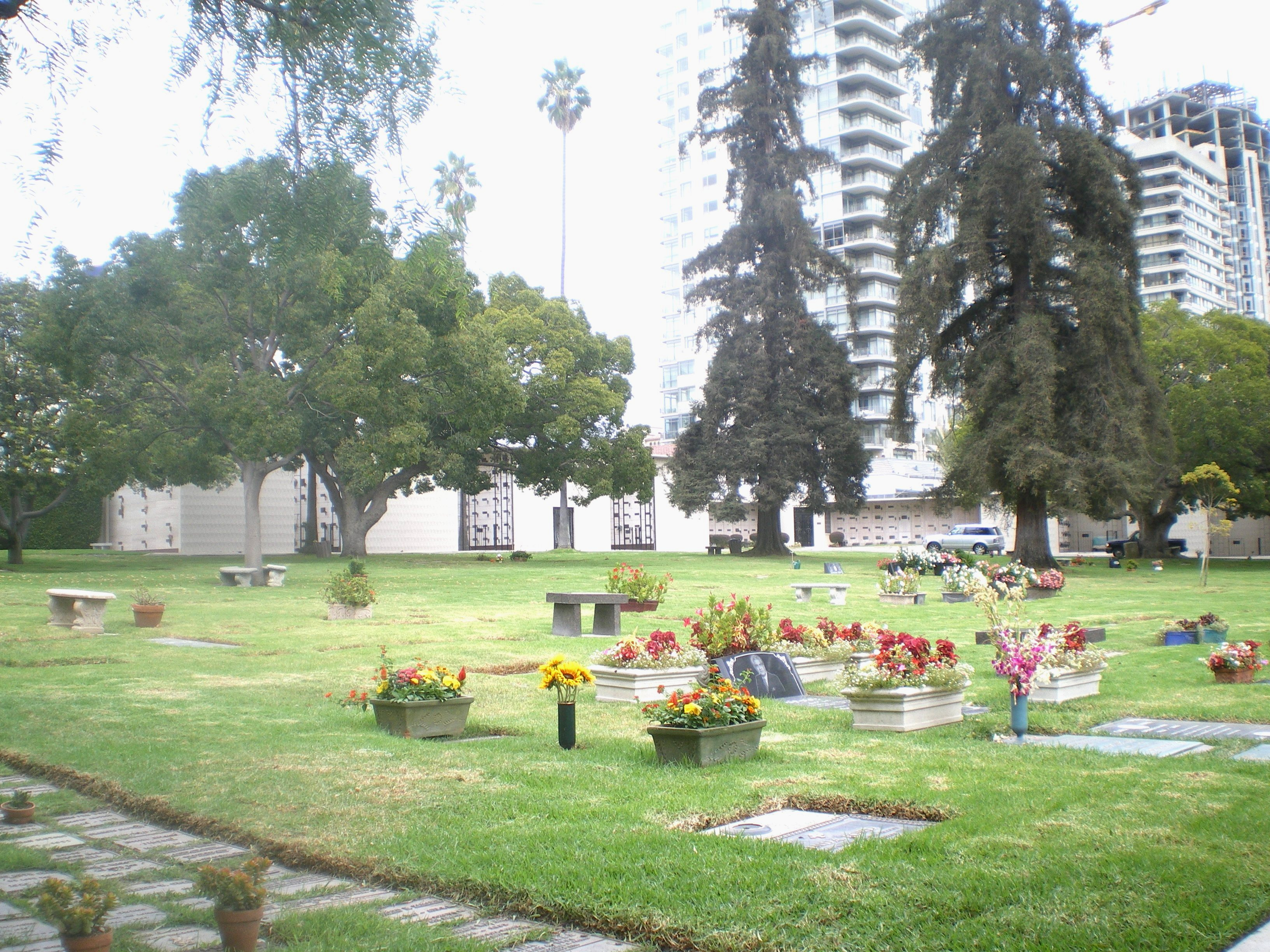
Westwood Village Memorial Park, Westwood
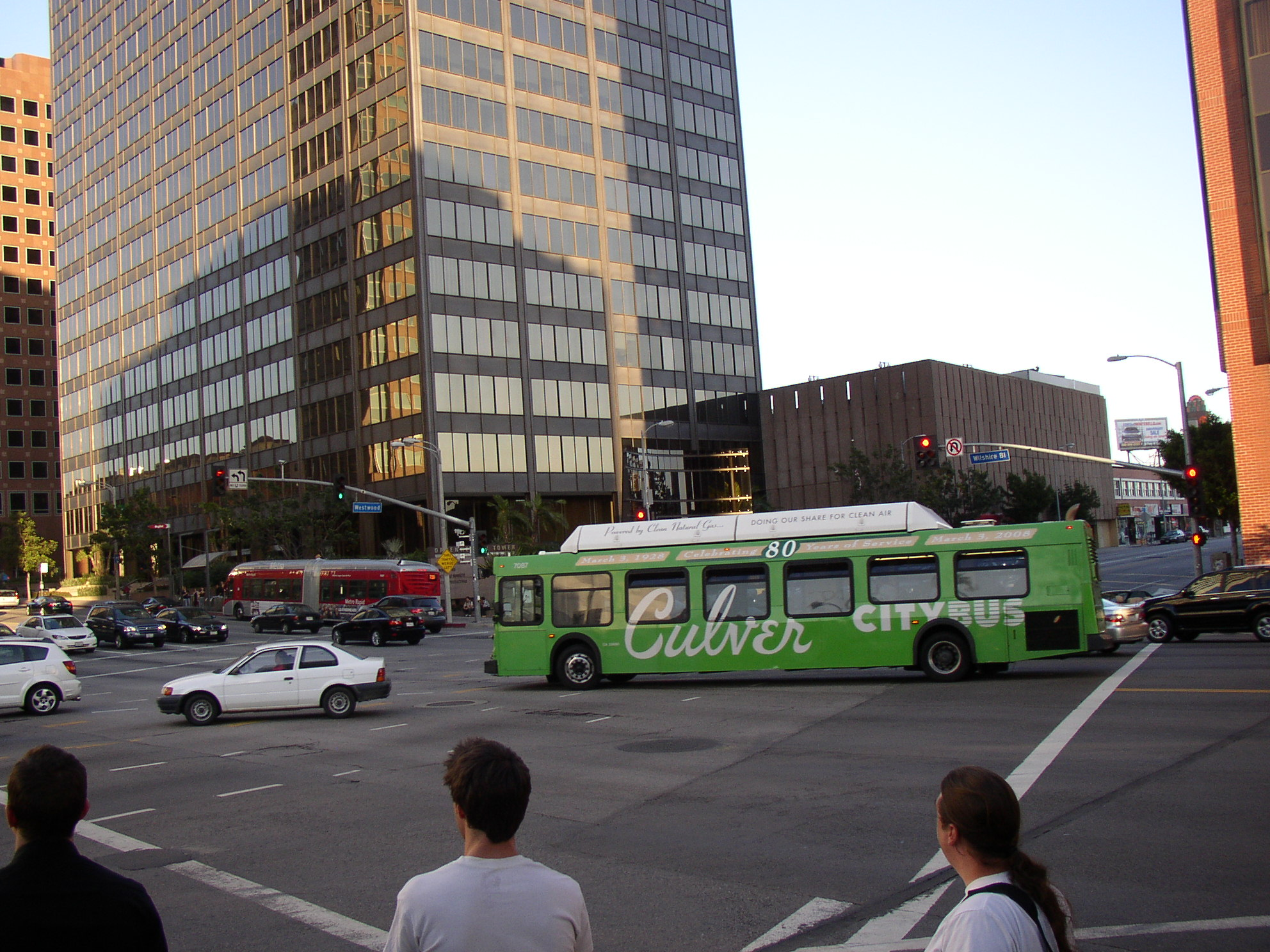
Kreuzung von Wilshire und Westwood Boulevard
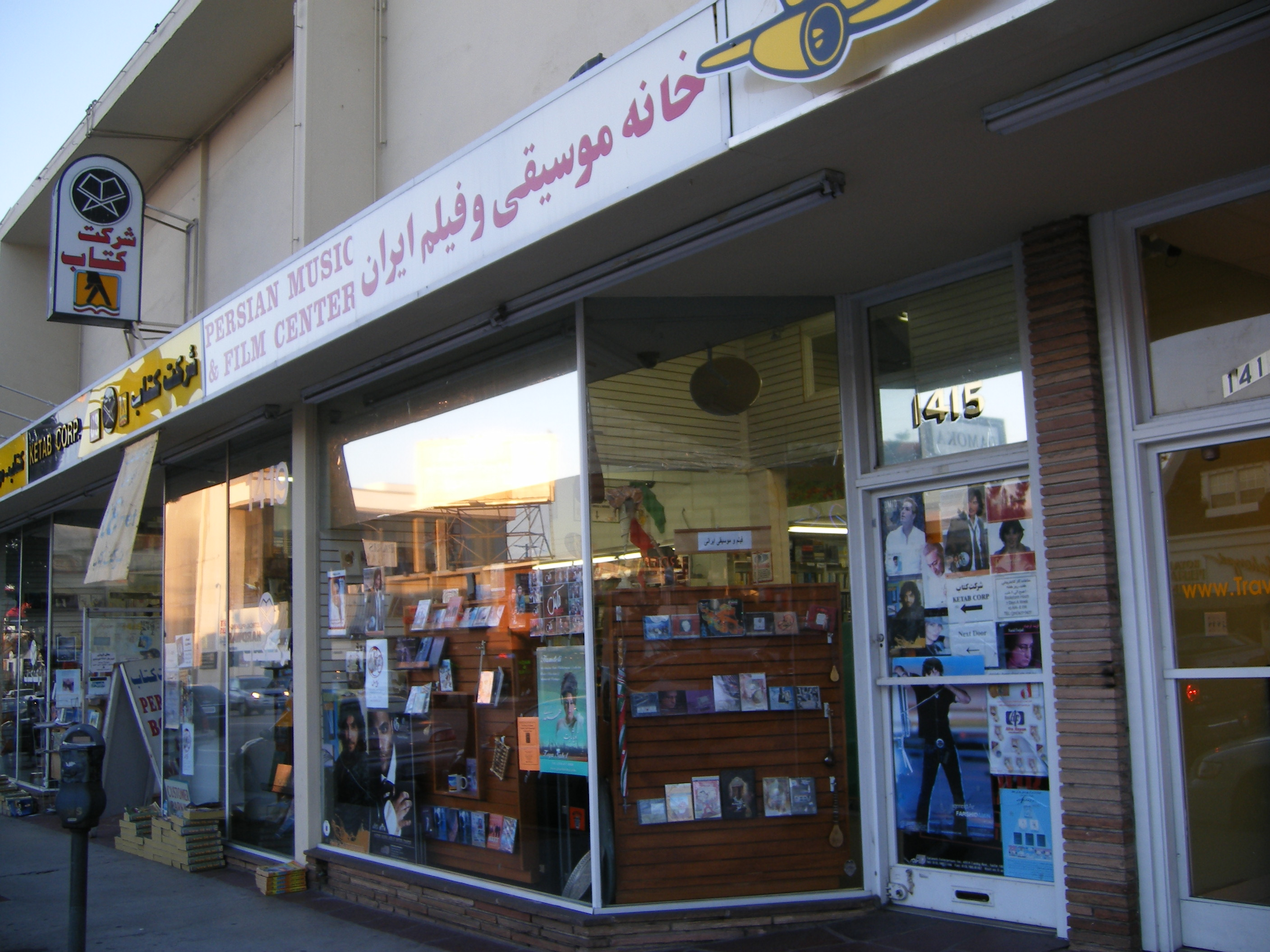
Persische Geschäfte am Westwood Boulevard